# Rob Ehrens
Robbertus Marius Martinus (Rob) Ehrens (Echt, 30 oktober 1957) is een voormalig Nederlands springruiter en ruitercoach. Hij nam eenmaal deel aan de Olympische Spelen, maar won bij die gelegenheid geen medailles.

## Biografie
Als ruiter behaalde hij circa dertig Grand Prix-overwinningen. 
Sinds 2002 is hij op verzoek van de KNHS bondscoach van de Nederlandse equipe. Hij was de begeleider van de Nederlandse equipe naar de Olympische Zomerspelen 2008 in Peking. Het team bestond uit Angelique Hoorn, Marc Houtzager, Gerco Schröder, Vincent Voorn en als reserve Leon Thijssen.
Op 24 maart 2007 werd Ehrens tijdens Indoor Brabant uitgeroepen tot Paardensportman van het Jaar, wegens het behalen van het wereldkampioenschap met zijn team. Ehrens ontving hiervoor het Zilveren Paard, uitgereikt door Jan Willem Körner.
Anno 2008 heeft hij een eigen handels- en springstal in Weert. Zijn zoon Robbert Ehrens (geboren 8 juni 1986) is ook springruiter.

## Erelijst als ruiter (selectie)
- 1980 - in Hickstead: Grote Prijs van Hickstead - tweede plaats individueel en een derde plaats in teamverband met Koh I Noor
- 1988 - in Hickstead: winnaar Grote Prijs van Hickstead met Sunrise
- 1988 - winnaar Jumping Amsterdam met Olympic Sunrise
- 1988 - Paardensport op de Olympische Zomerspelen 1988 in Seoel: een zestiende plaats individueel en een achtste plaats in teamverband

## Erelijst als coach
- 2005 - Bronzen medaille met zijn team op het Europees kampioenschap.
- 2006 - De wereldtitel met zijn team (bestaande uit Jeroen Dubbeldam, Piet Raijmakers,  Gerco Schröder en Albert Zoer) op de Wereldruiterspelen in Aken.
- 2014 - De wereldtitel met Jeroen Dubbeldam met o.a. zijn paard Zenith FN en de wereldtitel met zijn team (bestaande uit Jeroen Dubbeldam, Maikel van der Vleuten, Gerco Schröder en Jur Vrieling) op de Wereldruiterspelen in Normandië.